# Erythranthe michiganensis
Erythranthe michiganensis är en gyckelblomsväxtart som först beskrevs av Francis Whittier Pennell, och fick sitt nu gällande namn av Guy L. Nesom. Erythranthe michiganensis ingår i släktet Erythranthe och familjen gyckelblomsväxter. Inga underarter finns listade i Catalogue of Life.